# Everard O'Donnell
Everard O'Donnell is een Brits jurist. Hij werkte in eigen land als advocaat en was van 2000 tot 2009 werkzaam voor het Rwanda-tribunaal in Tanzania, waarvan de laatste drie jaar als plaatsvervangend hoofdgriffier.

## Levensloop
O'Donnell was in Engeland werkzaam advocaat (barrister). In 2000 kwam hij in dienst van het Rwanda-tribunaal in Arusha in Tanzania en gaf hij leiding over de Chambers Support Section van het tribunaal.
In april 2006 werd hij bevorderd tot plaatsvervangend hoofdgriffier van het tribunaal, als opvolger van Lovemore Munlo. Deze functie vervulde hij tot maart 2009 en kent geheel andere taken dan de hoofdgriffier, ondanks de verwijzing naar 'plaatsvervangend' in de functietitel.
Hierna was hij onder meer verbonden aan enkele Summer Schools in Den Haag over het Internationale Strafhof die worden georganiseerd door het Irish Centre for Human Rights.